# Orquestra Simfònica de l'Estat Hongarès
L'Orquestra Simfònica de l'Estat Hongarès fou fundada l'any 1923 sota el nom d'Orquestra Municipal de Budapest.
Després de greus pèrdues sofertes durant la Segona Guerra Mundial, l'orquestra fou reorganitzada per Ferenc Fricsay i László Somogyi. El 1994 adoptà el no d'Orquestra Simfònica de l'Estat Hongarès i fins al 1952 fou encapçalada per János Ferencsik com a director general de la música. Com a premi a la cura en què promocionà, tingué cura i nodrí la música simfònica hongaresa, l'orquestra fou guardonada el 1955 amb el premi més alt de l'Estat hongarès.
Durant aquestes dècades han passat artistes de fama internacional amb l'orquestra. La llista de directors de renom mundial entre d'altres és nombrosa, Claudio Abbado, Walter Abendroth, Ernest Ansermet, Eduard van Beinum, John Barbirolli, Leonard Bernstein, Pau Casals, Pierre Derveaux, Antal Doráti, Vittorio Gui, Carlo Maria Giulini, Carlos Kleiber, Kirill Kondraixin, Lorin Maazel, Zubin Mehta, David Óistrakh, Sviatoslav Richter, Mario Rossi, Nino Sanzogno, etc. Cal fer menció especial Klemperer, batuta sota la qual l'orquestra va enregistrar quasi 50 concerts. Han aparegut artistes solistes amb l'orquestra, com W. Backhaus, E. Gilels, Y. Menuhin, Richter, M. Rostropóvitx, A. Rubinstein, H. Szeryng, etc.
L'alt nivell artístic de l0orquestra l'ha portat a donar concerts tant a casa com a l'estranger. L'Orquestra de l'estat Hongarès ha assolit grans èxits durant llargues gires per Austràlia, Àustria, Bèlgica, Anglaterra, Bulgària, Txèquia, Eslovàquia, França, Alemanya, Grècia, Holanda, Itàlia, Japó, Polònia, Romania, Singapur, Rússia, Espanya, Suïssa, Estats Units i Iugoslàvia.
L'orquestra té desenes d'enregistraments amb la firma del seu país "Hungaroton Records Publisher Ltd.".